# Pterolophia ceylonica
Pterolophia ceylonica là một loài bọ cánh cứng trong họ Cerambycidae.